# Морський трубопровід

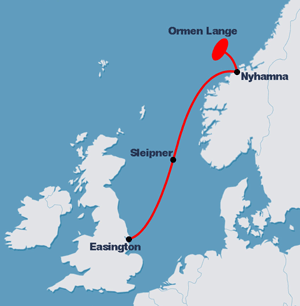
Приклад маршруту підводного трубопроводу: трубопровід Лангелед.

Морський трубопровід — це підводний трубопровід, прокладений на морському дні або під ним усередині траншеї.

## Загальний опис

Одна з низки причин, чому підводні трубопроводи заглиблені під морське дно: щоб захистити їх від руйнування морського дна льодом, як-от айсбергами.

У деяких випадках трубопровід здебільшого проходить по суші, але місцями він перетинає водні простори, такі як невеликі моря, протоки та річки. Підводні трубопроводи використовуються в основному для транспортування нафти або газу, але транспортування води також є важливим. Іноді розрізняють потокову лінію та трубопровід. Перший є внутрішньопромисловим трубопроводом у тому сенсі, що він використовується для з'єднання підводних гирл свердловин, колекторів і платформи в межах конкретного родовища розробки.

Взаємодія між підводним трубопроводом і морським дном, на якому він лежить (чотири можливі сценарії).

Останній, який іноді називають експортним трубопроводом, використовується для доставки ресурсу на берег. Великі проекти будівництва трубопроводів повинні враховувати багато факторів, таких як офшорна екологія, геонебезпеки та навантаження на навколишнє середовище — вони часто виконуються багатопрофільними міжнародними командами.

## Вибір маршруту
Одним із перших і найважливіших завдань під час планування підводного трубопроводу є вибір маршруту. Цей вибір має враховувати низку питань, деякі з яких мають політичний характер, але більшість інших пов'язані з геонебезпекою, фізичними факторами вздовж потенційного маршруту та іншими видами використання морського дна в районі, що розглядається. Це завдання починається з вправи зі встановлення фактів, яка є стандартним кабінетним дослідженням, яке включає огляд геологічних карт, батиметрію, карти риболовлі, аерофотозйомку та супутникову фотографію, а також інформацію від навігаційних органів.

## Фізичні фактори
Взаємодія між підводним трубопроводом і морським дном, на якому він лежить (чотири можливі сценарії).
Основним фізичним фактором, який слід враховувати при будівництві підводного трубопроводу, є стан морського дна — гладке (тобто відносно плоске) чи нерівне (гофроване, з високими та низькими точками). Якщо він нерівний, трубопровід матиме вільні прольоти, коли він з'єднує дві висоти, залишаючи проміжну ділянку без підтримки. Якщо непідтримувана ділянка надто довга, напруга вигину, що діє на неї (через її вагу), може бути надмірною. Вібрація від вихорів, викликаних струмом, також може стати проблемою. Коригувальні заходи для непідкріплених прольотів трубопроводів включають вирівнювання морського дна та підтримку після встановлення, наприклад, засипання бермою або піском під трубопроводом. Міцність морського дна є ще одним важливим параметром. Якщо ґрунт недостатньо міцний, трубопровід може зануритися в нього до такої міри, що ускладнить виконання перевірок, процедур технічного обслуговування та майбутніх врізок. З іншого боку, кам'янисте морське дно є дорогим для викопування траншей, а у високих точках може статися стирання та пошкодження зовнішнього покриття трубопроводу. В ідеалі ґрунт має бути таким, щоб труба певною мірою осідала в ньому, забезпечуючи тим самим певну бічну стійкість.

Одна з низки причин, чому підводні трубопроводи заглиблені нижче морського дна: захистити їх від дії дрейфуючих льодів, таких як айсберги.
Інші фізичні чинники, які слід брати до уваги перед будівництвом трубопроводу, включають наступне:
- Рухливість морського дна: піщані хвилі та мегариди — це елементи, які змінюються з часом, тому трубопровід, який під час будівництва підтримувався гребенем одного з таких елементів, може опинитися в западині пізніше, протягом терміну експлуатації трубопроводу. Еволюцію цих особливостей важко передбачити, тому краще уникати областей, де відомо, що вони існують.
- Підводні зсуви: вони є результатом високої швидкості осадження і виникають на крутіших схилах. Вони можуть бути спровоковані землетрусами. Коли ґрунт навколо труби піддається ковзанню, особливо якщо результуюче зміщення відбувається під великим кутом до лінії, труба всередині неї може зазнати сильного вигину та, як наслідок, руйнування на розтяг.
- Течія: сильна течія небажана, оскільки вони перешкоджає укладання труб. Наприклад, у мілководних морях приливні течії можуть бути досить сильними в протоці між двома островами. За таких обставин може бути краще провести трубу в іншому місці, навіть якщо цей альтернативний маршрут виявиться довшим.
- Хвилі: на мілководді хвилі також можуть бути проблематичними для операцій з прокладки трубопроводу (в режимі суворих хвиль) і, як наслідок, для його стабільності через розмивну дію води. Це одна з низки причин, чому місця виходу на сушу (де трубопровід досягає берегової лінії) є особливо складними для планування.
- Проблеми, пов'язані з льодом. У замерзаючих водах плаваючі крижані елементи часто дрейфують у мілкі води, а їхній кіль стикається з морським дном. Продовжуючи дрейфувати, вони розривають морське дно і можуть врізатися в трубопровід.[12] Стамухі також може пошкодити цю конструкцію, створюючи на неї високі місцеві напруги або спричиняючи руйнування ґрунту навколо неї, викликаючи тим самим надмірний вигин. Штруделі становлять ще одну небезпеку для трубопроводів у холодних водах — вода, що протікає крізь них, може видалити ґрунт з-під конструкції, зробивши її вразливою до надмірного навантаження (через власну вагу) або коливань, спричинених вихром. Планування маршруту трубопроводу для територій, де, як відомо, існують ці ризики, має передбачати прокладання трубопроводу в засипаній траншеї.

## Інтернет-ресурси
- National Geographic. 47 хв
- Подводные трубопроводы | Гигантские стройки | Discovery 46 хв